# Itaperuçu
Itaperuçu est une municipalité brésilienne située dans l'État du Paraná.